# Amadou-Mahtar M'Bow

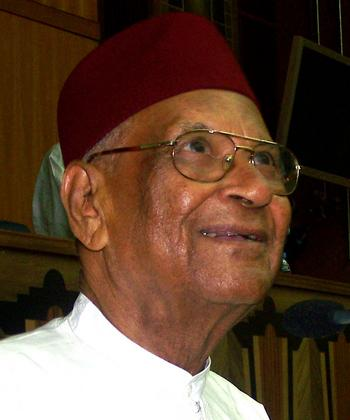
Amadou-Mahtar M'Bow (2008)

Amadou-Mahtar M'Bow (1974)

Amadou-Mahtar M'Bow (* 20. März 1921 in Dakar, Französisch-Senegal; † 24. September 2024 ebenda) war ein senegalesischer Politiker. Er war vom 15. November 1974 bis 14. November 1987 für zwei Mandatsperioden Generaldirektor der UNESCO.

## Leben
Nach einer frankophonen Erziehung wurde er Lehrer für Geschichte und Geographie, hatte dann leitende Tätigkeiten im Erziehungswesen des vorunabhängigen Senegals inne. Er engagierte sich für die Unabhängigkeit seines Landes, war Minister für Erziehung (1966–1968) sowie für Kultur und Jugend Senegals (1968–1969). Seinen prägenden Einfluss auf die UNESCO begann er 1967 als Leiter der Delegation seines Landes zur 14. UNESCO-Generalkonferenz. Noch im selben Jahr wurde er zum Mitglied des Exekutivrates gewählt. 1970 wurde er zum Beigeordneten Generaldirektor für Bildung ernannt. 1974 zum Generaldirektor der UNESCO gewählt, wurde er zum ersten afrikanischen Leiter einer Sonderorganisationen der Vereinten Nationen. Sein Kampf gegen die Pressefreiheit unter dem Schlagwort einer „Neuen Weltinformations- und Kommunikationsordnung“ verursachte eine Krise der UNESCO, die erst mit dem Ende des Kalten Krieges gelöst werden konnte.
M'Bow verstand sich vordringlich als Anwalt der Dritten Welt und der Interessen Afrikas. Hierbei galt sein Anliegen, die UNESCO über ihre hauptsächlich normative Funktion hinaus stärker in den Dienst der Entwicklungsprobleme der Länder Afrikas, Asiens und Lateinamerikas zu stellen. Nach einem erfolgreichen ersten Mandat (1974–1980) wurde er 1980 von den Mitgliedsstaaten einstimmig für ein zweites Mandat (1980–1987) gewählt.
In Anerkennung seiner politischen Tätigkeiten ist M'Bow Träger zahlreicher nationaler und internationaler Auszeichnungen sowie vieler Ehrendoktorwürden.
In seiner Amtszeit manifestierten sich Ost-West- und Nord-Süd-Auseinandersetzungen in Mehrheitsentscheidungen gegen Israel und zum Konzept einer „Neuen Weltinformations- und Kommunikationsordnung“. Hierunter wurde die „Befreiung der Entwicklungsländer vom Zustand der Abhängigkeit“ von westlichen (freien) Medien verstanden.
M'Bow formulierte auch den „Kompromisstext“ der 1978 verabschiedeten Mediendeklaration und verhinderte damit nach eigener Meinung Schlimmeres.
Als Antwort auf die Politik M'Bows und der UNESCO und zusätzlich wegen übermäßiger Zentralisierung und anderer Managementmängel in die Kritik geraten, war M'Bow Hauptgrund für den Austritt der USA aus der UNESCO im Jahr 1984. Gleichzeitig traten Großbritannien und Singapur aus der UNESCO aus, was eine finanzielle und inhaltliche Krise herbeiführte und die von ihm und vielen Ländern der Dritten Welt angestrebte Wiederwahl M'Bows für eine dritte Amtsperiode verhinderte.

## Ehrungen
- 1982 Ehrendoktorwürde der Universität Laval[3]